# Задачи упаковки
Задачи упаковки — класс задач оптимизации в математике, в которых пытаются упаковать объекты в контейнеры. Цель упаковки — либо упаковать отдельный контейнер как можно плотнее, либо упаковать все объекты, использовав как можно меньше контейнеров. Многие из таких задач могут относиться к упаковке предметов в реальной жизни, вопросам складирования и транспортировки. Каждая задача упаковки имеет двойственную задачу о покрытии, в которой спрашивается, как много требуется некоторых предметов, чтобы полностью покрыть все области контейнера, при этом предметы могут накладываться.
В задаче упаковки задано:
- «контейнеры» (обычно одна двумерная или трёхмерная выпуклая область или бесконечная область)
- множество «объектов», некоторые из которых или все должны быть упакованы в один или несколько контейнеров. Множество может содержать различные объекты с заданными размерами, или один объект фиксированных размеров, который может быть использован несколько раз.

Обычно в упаковке объекты не должны пересекаться и объекты не должны пересекать стены контейнера. В некоторых вариантах цель заключается в нахождении конфигурации, которая упаковывает один контейнер с максимальной плотностью. В более общем виде целью является упаковка всех объектов в как можно меньше контейнеров. В некоторых вариантах наложение (объектов друг на друга и/или на границы контейнера) разрешается, но это наложение должно быть минимизировано.

## Упаковка бесконечного пространства
Многие из этих задач, если размер контейнера увеличивается во всех направлениях, становятся эквивалентны задачам упаковки объектов как можно плотнее в бесконечном евклидовом пространстве. Эта задача относится к некоторому числу научных дисциплин и получает существенное внимание. Гипотеза Кеплера постулировала оптимальное решение упаковки шаров за сотни лет до того, когда была доказана Томасом Хейлзом. Получили внимание другие формы, включая эллипсоиды , платоновы и архимедовы тела , в том числе тетраэдры и димеры различных сфер .

### Шестиугольная упаковка кругов

Шестиугольная упаковка кругов на 2-мерной евклидовой плоскости.

Эти задачи математически отличаются от идей в теореме об упаковке кругов. Связанная задача упаковки кругов имеет дело с упаковкой кругов, возможно различных размеров, на поверхности, например, на плоскости или сфере.
Аналоги круга в других размерностях не могут быть упакованы с абсолютной эффективностью в размерностях, больших единицы (в одномерном пространстве аналог окружности — просто две точки). Таким образом, всегда останется незанятое пространство при упаковке исключительно кругами. Наиболее эффективный путь упаковки кругов, шестиугольная упаковка, даёт примерно 91 % эффективности.

### Упаковка сфер в высших размерностях
В трёхмерном пространстве гранецентрированная решётка даёт оптимальную упаковку сфер. Доказано, что 8-мерная решётка E8 и 24-мерная решётка Лича оптимальны в соответствующих пространствах.

### Упаковка платоновых тел в трёхмерных пространствах
Кубы легко могут быть расположены в трёхмерном пространстве так, что они полностью заполнят пространство. Наиболее естественная упаковка — кубические соты. Никакой другой правильный многогранник не может заполнить полностью пространство, но некоторые результаты известны. Тетраэдр может дать упаковку по меньшей мере 85 %. Одна из лучших упаковок правильными додекаэдрами основывается на вышеупомянутой гранецентрированной кубической решётке.
Тетраэдры и октаэдры вместе могут заполнить всё пространство в конфигурации, известной как тетраэдрально-октаэдральная мозаика.
| Тело       | Оптимальная плотность решётчатой упаковки     |
| ---------- | --------------------------------------------- |
| икосаэдры  | 0.836357…                                     |
| додекаэдры | {\displaystyle (5+{\sqrt {5}})/8=0.904508...} |
| октаэдры   | 18/19 = 0.947368…                             |

Моделирование, совмещающее методы локального улучшения со случайно сгенерированными упаковками, наводит на мысль, что решётчатые упаковки для икосаэдра, додекаэдра и октаэдра являются оптимальными и в более широком классе всех упаковок.

## Упаковка в 3-мерные контейнеры

### Сферы в евклидов шар
Задача нахождения наименьшего шара, в который можно упаковать без перекрытия {\displaystyle k} открытых единичных шаров, имеет простой и полный ответ в {\displaystyle n}-мерном евклидовом пространстве, если {\displaystyle \scriptstyle k\leq n+1}, а в бесконечномерном гильбертовом пространстве — без ограничений. Имеет смысл описать его здесь с целью показать общую проблему. В этом случае возможна конфигурация {\displaystyle k} попарно касающихся единичных шаров. Разместим центры в вершинах {\displaystyle a_{1},..,a_{k}} правильного {\displaystyle \scriptstyle (k-1)} мерного симплекса с ребром 2. Это легко сделать, начав с ортонормированного базиса. Лёгкие вычисления показывают, что расстояние от любой вершины до центра тяжести равно {\displaystyle \scriptstyle {\sqrt {2{\big (}1-{\frac {1}{k}}{\big )}}}}. Кроме того, любая другая точка пространства имеет большее расстояние по меньшей мере до одной из {\displaystyle \scriptstyle k} вершин. В терминах включения шаров, {\displaystyle \scriptstyle k} открытых единичных шаров, имеющих центры в точках {\displaystyle \scriptstyle a_{1},..,a_{k}}, попадают в шар радиуса {\displaystyle \scriptstyle r_{k}:=1+{\sqrt {2{\big (}1-{\frac {1}{k}}{\big )}}}}, который минимален для такой конфигурации.
Чтобы показать, что такая конфигурация оптимальна, допустим, что {\displaystyle \scriptstyle x_{1},...,x_{k}} — центры {\displaystyle \scriptstyle k} непересекающихся открытых единичных шаров, находящихся в шаре с радиусом {\displaystyle \scriptstyle r} и центром в точке {\displaystyle \scriptstyle x_{0}}. Рассмотрим отображение из конечного множества {\displaystyle \scriptstyle \{x_{1},..x_{k}\}} в {\displaystyle \scriptstyle \{a_{1},..a_{k}\}}, сопоставляющее {\displaystyle \scriptstyle x_{j}} в {\displaystyle \scriptstyle a_{j}} для всех {\displaystyle \scriptstyle 1\leq j\leq k}. Поскольку для всех {\displaystyle \scriptstyle 1\leq i<j\leq k}, {\displaystyle \scriptstyle \|a_{i}-a_{j}\|=2\leq \|x_{i}-x_{j}\|}, это отображение 1-липшицево и по теореме Киршбрауна оно распространяется до глобально определённого 1-липшицева отображения. В частности, существует точка {\displaystyle \scriptstyle a_{0}}, такая что для всех {\displaystyle \scriptstyle 1\leq j\leq k} имеем {\displaystyle \scriptstyle \|a_{0}-a_{j}\|\leq \|x_{0}-x_{j}\|}, а следовательно, {\displaystyle \scriptstyle r_{k}\leq 1+\|a_{0}-a_{j}\|\leq 1+\|x_{0}-x_{j}\|\leq r}. Это показывает, что существуют {\displaystyle \scriptstyle k} непересекающихся единичных открытых шаров в шаре радиусом {\displaystyle \scriptstyle r} тогда и только тогда, когда {\displaystyle \scriptstyle r\geq r_{k}}. Заметим, что в случае бесконечномерного гильбертова пространства отсюда следует существование бесконечного числа непересекающихся единичных открытых шаров внутри шара радиуса {\displaystyle \scriptstyle r} тогда и только тогда, когда {\displaystyle \scriptstyle r\geq 1+{\sqrt {2}}}. Например, единичные шары с центрами в {\displaystyle \scriptstyle {\sqrt {2}}e_{j}}, где {\displaystyle \scriptstyle \{e_{j}\}_{j}} — ортонормальный базис, не пересекаются и содержатся в шаре радиуса {\displaystyle \scriptstyle 1+{\sqrt {2}}} с центром в начале координат. Более того, для {\displaystyle \scriptstyle r<1+{\sqrt {2}}} максимальное число непересекающихся открытых единичных шаров внутри шара радиуса r равно {\displaystyle \scriptstyle {\big \lfloor }{\frac {2}{2-(r-1)^{2}}}{\big \rfloor }}.

### Сферы в параллелепипед
Задача определяет число сферических объектов заданного диаметра d, которые могут быть упакованы в прямоугольный параллелепипед размера a × b × c.

### Одинаковые сферы в цилиндр
Задача определяет минимальную высоту h цилиндра с заданным радиусом R, в который упаковано n одинаковых шаров радиуса r (< R) .

## Упаковка в 2-мерные контейнеры

### Упаковка кругов

#### Круги в круге

Оптимальная упаковка 10 кругов в круге

Упаковка n единичных кругов в как можно меньшую окружность. Задача тесно связана с распределением точек в единичной окружности с целью достичь наибольшего минимального расстояния dn между точками.
Оптимальные решения были доказаны для n≤13 и для n=19.

#### Круги в квадрате

Оптимальная упаковка 15 кругов в квадрате

Упаковка n единичных кругов в как можно меньший квадрат. Задача тесно связана с распределением точек в единичном квадрате с целью достичь наибольшего минимального расстояния dn между точками. Для преобразования двух этих формулировок задачи размер квадрата единичных кругов будет L=2+2/dn.
Оптимальные решения были доказаны для n≤30.

#### Круги в равнобедренном прямоугольном треугольнике

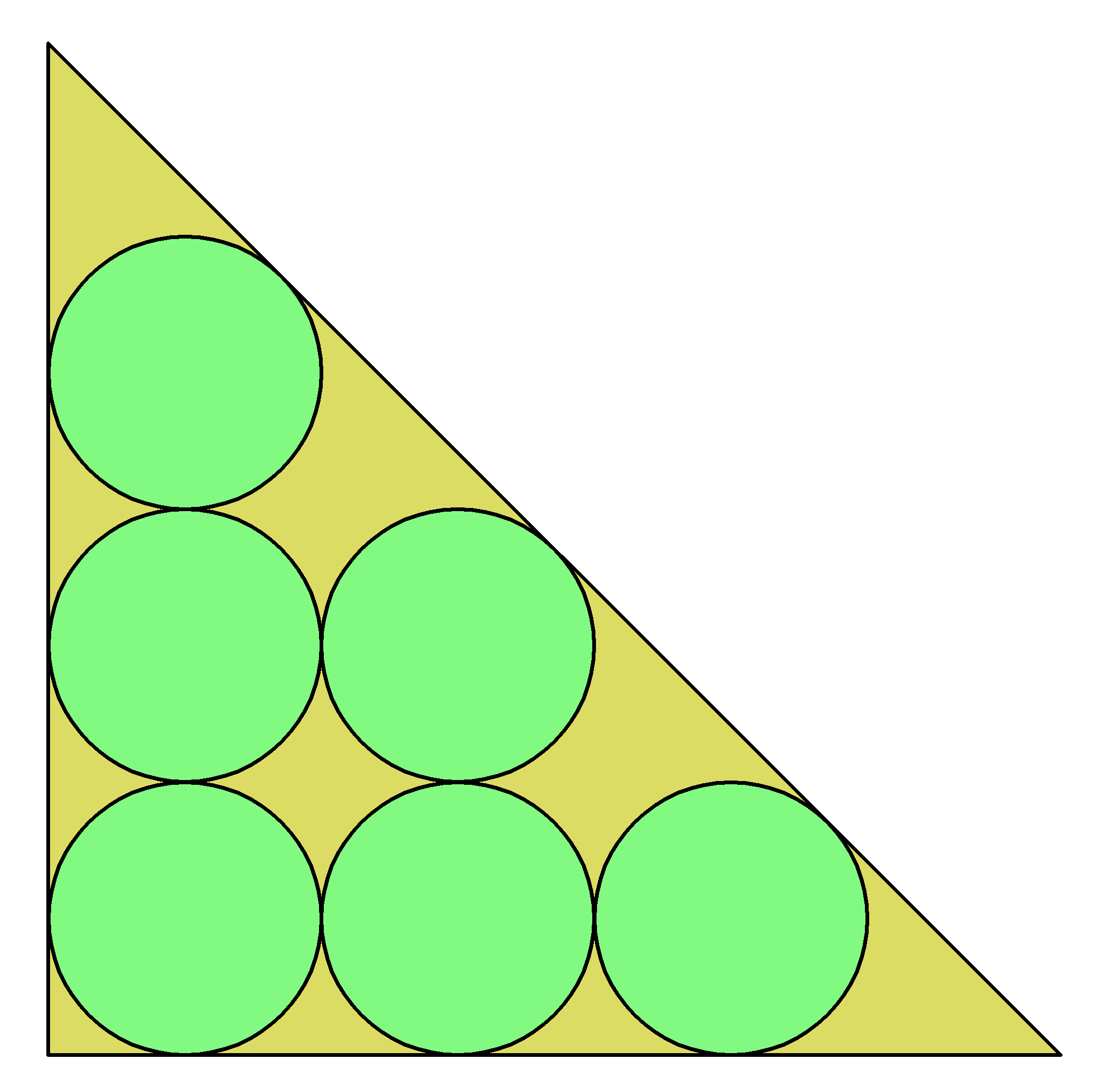
Оптимальная упаковка 6 кругов в равнобедренном прямоугольном треугольнике

Упаковка n единичных кругов в как можно меньший равнобедренный прямоугольный треугольник. Хорошие приближения известны для n<300 .

#### Круги в правильном треугольнике

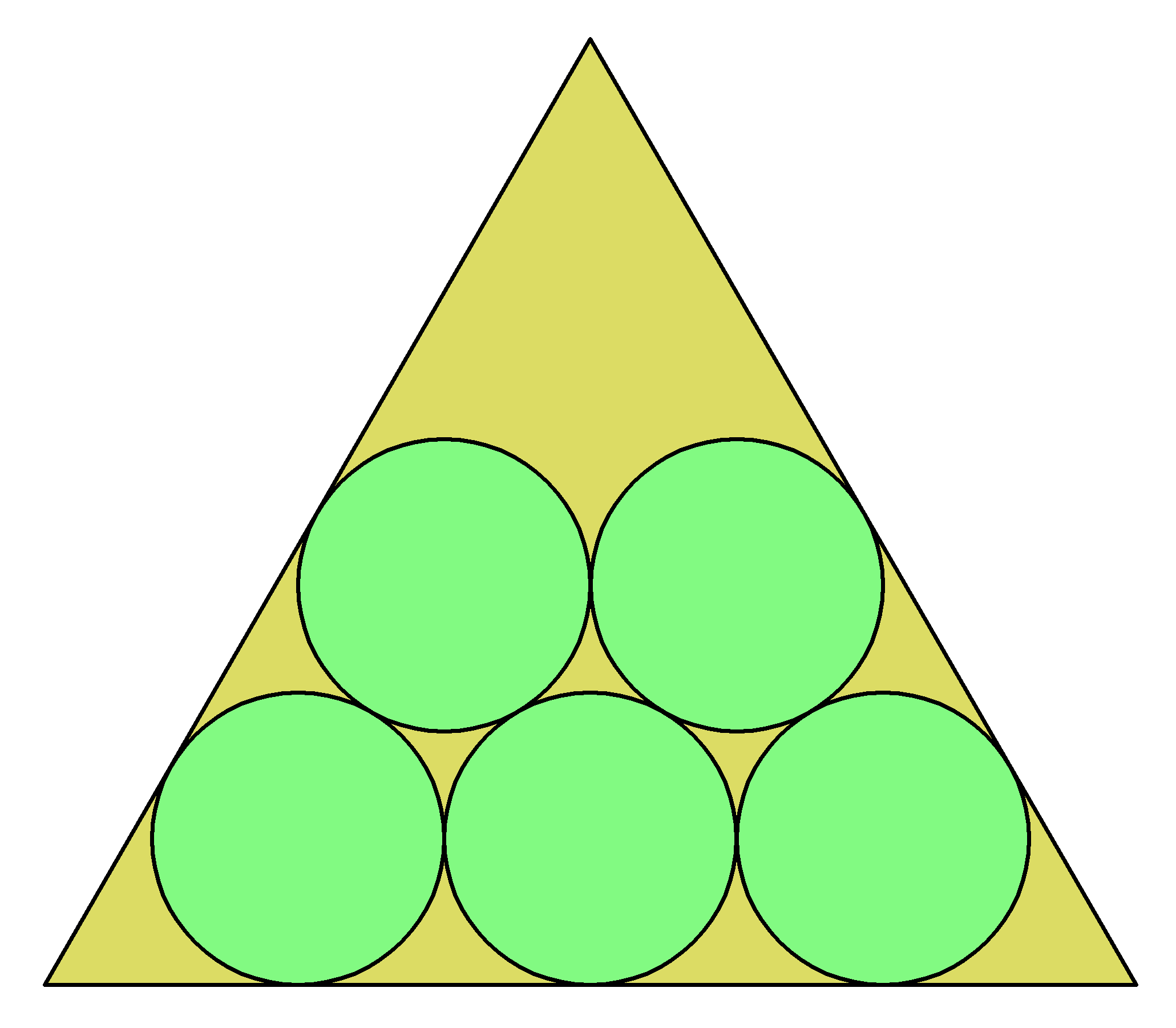
Оптимальная упаковка 5 кругов в правильном треугольнике

Упаковка n единичных кругов в как можно меньший правильный треугольник. Оптимальные решения известны для n<13, а для n<28 высказаны гипотезы.

### Упаковка квадратов

#### Квадраты в квадрате

Оптимальная упаковка 10 квадратов в квадрате

Упаковка n единичных квадратов в как можно меньший квадрат.
Оптимальные решения доказаны для n=1-10, 14-16, 23-25, 34-36, 62-64, 79-81, 98-100 и любого полного квадрата .
Незаполненное пространство асимптотически равно O(a7/11) .

#### Квадраты в круге
Упаковка n квадратов в как можно меньший круг.
Минимальные решения:
| Число квадратов | Радиус окружности |
| --------------- | ----------------- |
| 1               | 0.707…            |
| 2               | 1.118…            |
| 3               | 1.288…            |
| 4               | 1.414…            |
| 5               | 1.581…            |
| 6               | 1.688…            |
| 7               | 1.802…            |
| 8               | 1.978…            |
| 9               | 2.077…            |
| 10              | 2.121…            |
| 11              | 2.214…            |
| 12              | 2.236…            |

### Упаковка прямоугольников

#### Одинаковые прямоугольники в прямоугольнике
Задача упаковки множественных копий одного прямоугольника размера (l,w) с разрешением поворота на 90° в больший прямоугольник размера (L,W) имеет несколько приложений, таких как загрузка коробок на поддоны и укладка древесно-стружечных плит.
Например, можно упаковать 147 прямоугольников размера 137x95 в прямоугольник размера 1600x1230 .

#### Различные прямоугольники в прямоугольнике
Задача упаковки прямоугольников с различной шириной и высотой в прямоугольник минимальной площади (но без ограничения на ширину и высоту такого прямоугольника) имеет важное приложение для сборки изображений в одно большое изображение. WEB-страница, загружающая одно большое изображение, часто обрабатывается быстрее в браузерах, чем при загрузке множества мелких изображений, поскольку требуется запрос каждого изображения с сервера.
Пример быстрого алгоритма, упаковывающего прямоугольники различной высоты и ширины в прямоугольник минимальной площади, — здесь.

## Связанные задачи
В задачах замощения не должно быть ни промежутков, ни наложений. Много головоломок такого типа используют упаковку прямоугольников или полимино в прямоугольник большего размера или другую фигуру, близкую к квадрату.
Существует важная теорема о замощении прямоугольников (и прямоугольных параллелепипедов) в прямоугольники (прямоугольные параллелепипеды) без промежутков и наложений:
Прямоугольник a × b может быть упакован в ленту 1 × n тогда и только тогда, когда n делится на a или n делится на b 
Теорема де Брёйна: прямоугольный параллелепипед может быть упакован гармоническим кирпичом a × a b × a b c, если параллелепипед имеет размеры a p × a b q × a b c r для некоторых натуральных чисел p, q, r (то есть параллелепипед кратен кирпичу.) 
Изучение замощений плитками полимино в значительной степени касается двух классов задач — замощение прямоугольника конгруэнтными плитками и замощение набором плиток n-полимино прямоугольника.
Классическая головоломка второго вида — расположить все двенадцать плиток пентамино в прямоугольниках размером 3×20, 4×15, 5×12 или 6×10.

## Упаковка неправильных объектов
Упаковка неправильных объектов является задачей, решение которой вряд ли возможно в замкнутой (аналитической) форме. Однако в науке об окружающем мире задача весьма важна. Например, неправильные частички почвы упаковываются различным образом при изменении размеров и формы частичек, что ведёт к существенным последствиям для растений по формированию корней и возможности перемещения воды в почве.